# Districtul Rouïba
Rouïba este un district din provincia Alger, Algeria.